# Grace Napolitano
Grace Napolitano właściwie Graciela Flores Napolitano wcześniej Graciela Flores (ur. 4 grudnia 1936 w Brownsville) – amerykańska polityczka, członkini Partii Demokratycznej.

## Działalność polityczna
Od 1989 do 1990 była burmistrzynią Norwalk. Od 1992 zasiadała w Zgromadzeniu Stanowym Kalifornii. Następnie w okresie od 3 stycznia 1999 do 3 stycznia 2003 przez dwie kadencje była przedstawicielką 34. okręgu, od 3 stycznia 2003 do 3 stycznia 2013 przez pięć kadencji przedstawicielką 38. okręgu, a od 3 stycznia 2013 jest przedstawicielką 32. okręgu wyborczego w stanie Kalifornia w Izbie Reprezentantów Stanów Zjednoczonych.